# Kickball

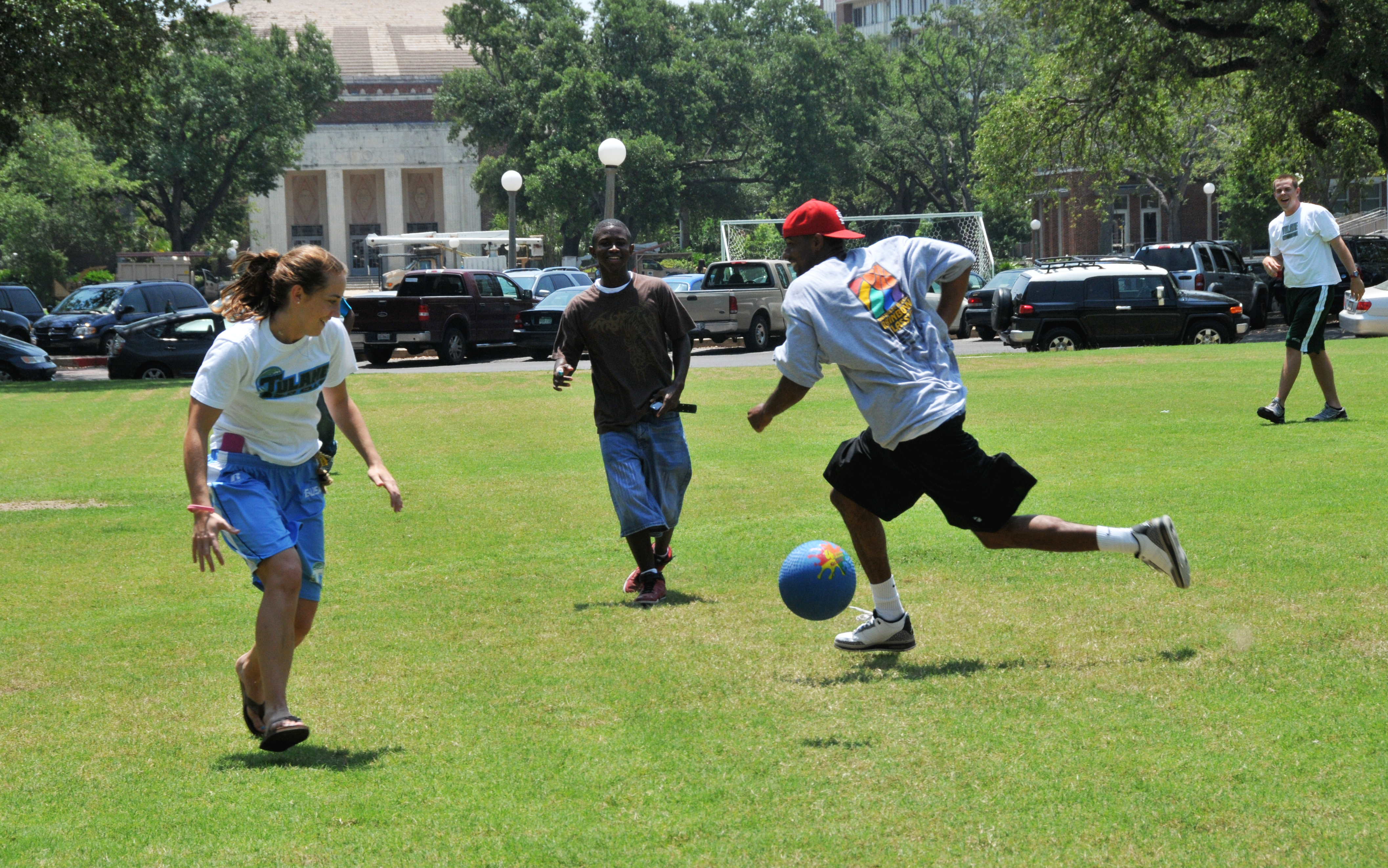
Kickball

Kickball (englisch kick ‚stoßen‘) ist ein Ballsport, der vor allem in den Vereinigten Staaten betrieben wird.
Es ähnelt dem Baseball und wurde erstmals nachweislich 1917 erwähnt. Es wird auf einem Softball-Feld mit einem 250 bis 400 mm großen aufgeblasenen Gummiball gespielt.

## Spielablauf
Im Spiel rollt der Pitcher einen mit Luft gefüllten Gummiball in Richtung Batter. Dieser kickt den Ball auf das Spielfeld. Nun muss er versuchen, so schnell wie möglich auf das erste Base zu kommen. Dort kann er von den Feldspielern der gegnerischen Mannschaft nicht abgeworfen werden. Passiert das, kassiert die Mannschaft ein Out. Bei drei Outs ist der Spielzug vorbei und das Batter-Team agiert als abwehrende Mannschaft im Feld.

## Verbreitung
Kickball ist das Kinderspiel Nummer eins in den USA. Vielen ist Baseball oder Football zu hart. Beim Kickball ist die Gefahr, sich zu verletzen, relativ gering. Die größte Kickball-Liga der USA ist die World Adult Kickball Association (WAKA).